# Tênis na Universíada de Verão de 1970

## Quadro de medalhas
| Ordem | País                | Medalha de ouro | Medalha de prata | Medalha de bronze |   |
| ----- | ------------------- | --------------- | ---------------- | ----------------- | - |
| 1     | URS União Soviética | 2               | 2                | 1                 | 5 |
| 2     | JPN Japão           | 1               | 2                |                   | 3 |
| 3     | FRA França          | 1               |                  | 1                 | 2 |
| 4     | NED Países Baixos   | 1               |                  |                   | 1 |
| 5     | AUS Austrália       |                 | 1                |                   | 1 |
| 6     | USA Estados Unidos  |                 |                  | 2                 | 2 |
| 7     | ITA Itália          |                 |                  | 1                 | 1 |